# 코다마 나나코
코다마 나나코(일본어: 児玉 菜々子 고다마 나나코[*], 1987년 4월 3일~)는 일본의 그라비아 아이돌, 방송인, 아이돌 가수다.